# Let's Go Crazy
Let's Go Crazy è un brano musicale del cantautore statunitense Prince realizzato con The Revolution e pubblicato nel 1984.

## Il brano
Si tratta di un singolo discografico estratto dall'album Purple Rain. Si tratta inoltre del primo brano presente nella "tracklist" del disco.
Il brano è stato registrato nell'estate 1984 presso uno studio di St. Louis Park (Minnesota).

## Tracce
12" (USA)
1. Let's Go Crazy (edit) - 3:46
2. Erotic City (edit) - 3:53

12" (UK)
1. Let's Go Crazy (edit) - 3:46
2. Erotic City - 3:51

## Classifiche

### Classifiche settimanali
| Classifica (1984/85)          | Posizione massima |
| ----------------------------- | ----------------- |
| Australia                     | 10                |
| Belgio (Fiandre)              | 11                |
| Canada                        | 2                 |
| Francia                       | 50                |
| Irlanda                       | 6                 |
| Nuova Zelanda                 | 13                |
| Paesi Bassi                   | 11                |
| Regno Unito                   | 7                 |
| Stati Uniti                   | 1                 |
| Stati Uniti (dance club)      | 1                 |
| Stati Uniti (mainstream rock) | 19                |
| Stati Uniti (R&B)             | 1                 |
| Classifica (2016)             | Posizione massima |
| Stati Uniti (rock)            | 5                 |

### Classifiche di fine anno
| Classifica (1984)  | Posizione |
| ------------------ | --------- |
| Canada             | 26        |
| Stati Uniti        | 21        |
| Classifica (2016)  | Posizione |
| Stati Uniti (rock) | 37        |

## Cover e sampling
Tra gli artisti che hanno eseguito o registrato cover del brano vi sono gli Incubus (2009), Riverboat Gamblers (2009), Green Day (dal vivo), Orianthi (dal vivo) e gli R5 (dal vivo).
Un sample della canzone è presente nel brano Brothers Gonna Work It Out dei Public Enemy.
Il brano è entrato nella storia del pattinaggio artistico nel 2016, quando Yuzuru Hanyū, pattinando sulle note di Let's Go Crazy, ha completato il primo quadruplo loop della disciplina.